# Malta (Idaho)
Malta é uma cidade localizada no estado americano de Idaho, no Condado de Cassia.

## Demografia
Segundo o censo americano de 2000, a sua população era de 177 habitantes.
Em 2006, foi estimada uma população de 174, um decréscimo de 3 (-1.7%).

## Geografia
De acordo com o United States Census Bureau tem uma área de
3,7 km², dos quais 3,7 km² cobertos por terra e 0,0 km² cobertos por água. Malta localiza-se a aproximadamente 1377 m acima do nível do mar.

## Localidades na vizinhança
O diagrama seguinte representa as localidades num raio de 44 km ao redor de Malta.